# OBN Star Model (mùa 1)
OBN Star Model, Mùa 1 là mùa giải đầu tiên của OBN Star Model phát sóng vào ngày 19 tháng 4 tới 28 tháng 6 năm 2009 trên kênh OBN.
Điểm đến quốc tế của mùa này là Dubrovnik dành cho top 7.
Người chiến thắng là Jelena Jugović, 22 tuổi từ Pale. Cô giành được: 1 chiếc Hyundai I20, lên ảnh bìa tạp chí Azra và nhiều giải thưởng khác của chương trình.

## Các thí sinh
(Tuổi tính từ ngày dự thi)
| Thí sinh          | Tuổi | Chiều cao              | Quê quán         | Bị loại ở | Hạng  |
| ----------------- | ---- | ---------------------- | ---------------- | --------- | ----- |
| Irvela Zahirović  | 22   | 1,72 m (5 ft 7+1⁄2 in) | Sarajevo         | Tập 2     | 14-13 |
| Lejla Cosic       | 20   | 1,71 m (5 ft 7+1⁄2 in) | Sarajevo         | Tập 2     | 14-13 |
| Irma Čamdžić      | 18   | 1,70 m (5 ft 7 in)     | Travnik          | Tập 3     | 12    |
| Andrea Akmadžić   | 21   | 1,76 m (5 ft 9+1⁄2 in) | Osijek, Croatia  | Tập 4     | 11-10 |
| Nataša Arsić-Velo | 25   | 1,73 m (5 ft 8 in)     | Belgrade, Serbia | Tập 4     | 11-10 |
| Enisa Hadžalić    | 18   | 1,73 m (5 ft 8 in)     | Sarajevo         | Tập 5     | 9     |
| Dijana Kaljković  | 22   | 1,74 m (5 ft 8+1⁄2 in) | Zagreb, Croatia  | Tập 6     | 8     |
| Sašana Ivanović   | 20   | 1,75 m (5 ft 9 in)     | Travnik          | Tập 8     | 7     |
| Nehla Hasanhodžić | 18   | 1,73 m (5 ft 8 in)     | Sarajevo         | Tập 9     | 6     |
| Maja Karišik      | 22   | 1,77 m (5 ft 9+1⁄2 in) | Mostar           | Tập 10    | 5     |
| Jelena Blagojević | 22   | 1,76 m (5 ft 9+1⁄2 in) | Pale             | Tập 11    | 4     |
| Jelena Urukalo    | 21   | 1,73 m (5 ft 8 in)     | Rijeka, Croatia  | Tập 11    | 3     |
| Majra Demirović   | 19   | 1,78 m (5 ft 10 in)    | Mostar           | Tập 11    | 2     |
| Jelena Jugović    | 22   | 1,70 m (5 ft 7 in)     | Pale             | Tập 11    | 1     |

## Thứ tự gọi tên
| 1  | Sašana       | Jelena B. | Dijana        | Jelena J. | Majra     | Jelena B. | Jelena J. | Jelena J. Jelena U. | Jelena J. |  |  |  |  |
| 2  | Jelena J.    | Maja      | Enisa         | Jelena B. | Jelena J. | Jelena U. | Majra     | Jelena J. Jelena U. | Majra     |  |  |  |  |
| 3  | Andrea       | Nataša    | Nehla         | Majra     | Nehla     | Maja      | Jelena B. | Majra               | Jelena U. |  |  |  |  |
| 4  | Nehla        | Sašana    | Maja          | Jelena U. | Maja      | Jelena J. | Maja      | Jelena B.           | Jelena B. |  |  |  |  |
| 5  | Jelena B.    | Enisa     | Jelena J.     | Maja      | Jelena B. | Majra     | Jelena U. | Maja                |           |  |  |  |  |
| 6  | Nataša       | Andrea    | Jelena B.     | Nehla     | Jelena U. | Nehla     | Nehla     |                     |           |  |  |  |  |
| 7  | Enisa        | Majra     | Sašana        | Dijana    | Sašana    | Sašana    |           |                     |           |  |  |  |  |
| 8  | Maja         | Jelena J. | Majra         | Sašana    | Dijana    |           |           |                     |           |  |  |  |  |
| 9  | Majra        | Nehla     | Jelena U.     | Enisa     |           |           |           |                     |           |  |  |  |  |
| 10 | Irma         | Irma      | Andrea Nataša |           |           |           |           |                     |           |  |  |  |  |
| 11 | Irvela Lejla |           | Andrea Nataša |           |           |           |           |                     |           |  |  |  |  |
| 12 | Irvela Lejla |           |               |           |           |           |           |                     |           |  |  |  |  |

     Thí sinh bị loại
     Thí sinh chiến thắng chung cuộc
- Tập 1 là tập casting. Từ 17 thí sinh bán kết đã được thu hẹp xuống thành 12 thí sinh chung cuộc.
- Vào cuối tập 2, Dijana & Jelena U. tham gia vào cuộc thi.
- Trong tập 7, không ai bị loại.

### Buổi chụp hình
- Tập 2: Ảnh chân dung tự nhiên; Ảnh chân dung với thức ăn; Cô hầu gái theo nhóm
- Tập 3: Trình diễn thời trang trong thiết kế của Ivica Skoko; Người Di-gan; Tạo dáng với bò sát; Tạo dáng với mặt nạ vũ hội Venetian
- Tập 4: Tù nhân
- Tập 5: Geisha theo nhóm với xe; Nhân vật cổ tích rơi từ trên cao; Vũ công hip-hop với những người mẫu nam; Quảng cáo cho Nivea
- Tập 6: Ảnh chân dung vẻ đẹp với mắt kính
- Tập 7: Áo tắm ở bãi biển Dubrovnik; Thủy thủ trên tàu
- Tập 8: Đầu hói đính kim cương; Thiếu nữ thập niên 1920; Tay đua xe
- Tập 9: Thời trang leo núi; Đôi mắt ở lưng chừng mép nước; Đồ lót với người mẫu nam
- Tập 10: Nữ cướp biển; Burlesque với chó; Sơn người kiểu động vật